# Гераніол
Гераніол є монотерпеном і спиртом, а також основним компонентом олії цимбологону, трояндової олії та олії пальморози. Це безбарвна олія, іноді жовтого кольору. Гераніол малорозчинний у воді, але розчинний у звичайних органічних розчинниках. Похідним від гераніолу є гераніл або геранілацетат.

## Історія
У чистому вигляді гераніол вперше був виділений  в 1871 році німецьким хіміком Оскаром Якобсеном (1840–1889) , який отримав гераніол шляхом дистиляції ефірної олії лемонграсу західно-індійського (Cymbopogon schoenanthus), виробленої в Індії. Хімічну структуру гераніолу визначив в 1919 році французький хімік Альберт Верлі (1867–1959).

## Хімічні властивості
У кислих розчинах гераніол перетворюється на циклічний терпен α-терпінеол. Гідроксильна група зазнає відповідної реакції. Гераніол можна перетворити на тозил, який є попередником геранілхлориду. Геранілхлорид також утворюється в результаті реакції Аппеля при обробці гераніолу трифенілфосфаноксидом і тетрахлорметаном. Гераніол можна гідрогенізувати, а також окислити до альдегіду цитралю.

## Здоров'я та безпека
Гераніол класифікується як D2B (токсичні матеріали, що викликають інші наслідки) за даними Інформаційної системи небезпечних матеріалів на робочому місці (WHMIS).

## Поширення у природі та використання
Гераніол входить до складу трояндової олії, олії пальмарози та олії цимбологону, і в невеликих кількостях міститься у герані, лимоні та багатьох інших ефірних оліях. Аромат гераніолу подібний до троянди, тому його часто використовують в парфумах і ароматизаторах, які пахнуть як персик, малина, грейпфрут, червоне яблуко, слива, лайм, апельсин, лимон, кавун, ананас і чорниця.
Крім рослин, гераніол виробляють медоносні бджоли за допомогою насонових залоз, щоб позначати квіти з нектаром і знаходити входи у вулики. 
Гераніол часто використовують як засіб від комах, зокрема від комарів.
Запах гераніолу нагадує, але хімічно не пов’язаний з 2-етокси-3,5-гексадієном, відомим як геранієвий присмак, дефект вина, що утворюється у результаті зброджування сорбінової кислоти молочнокислими бактеріями.
Геранілпірофосфат важливий у біосинтезі інших терпенів, таких як мирцен і оцимен. Також задіяний у рослинах у шляху біосинтезу багатьох канабіноїдів у формі канабігеролової кислоти.
Гераніол може принаджувати комах-шкідників, наприклад японського жука, що використовують для боротьби з ними.

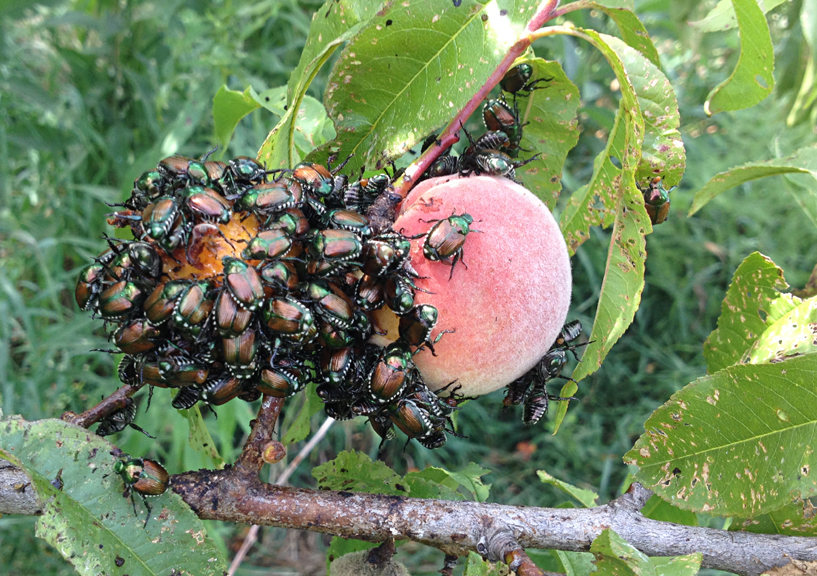
Японські жуки їдять персики